# کابانوو
کابانوو (به لاتین: Kabanovo) یک منطقهٔ مسکونی در روسیه است که در سرزمین آلتای واقع شده‌است.

## تاریخچه
روستای کابانوو در سال ۱۷۳۵ میلادی تأسیس شد. اولین مهاجران، مردمی از سرزمین های شمالی روسیه، استان های غربی، اطراف رود کرژنتس و همچنین از منطقه ولگا بودند..

## جغرافیا
این روستا از طریق جاده در ۲۴ کیلومتری جنوب غربی اوست-کالمانکا، در کنار رود چاریش واقع شده است. 
میانگین دمای هوای منطقه در دی ماه منفی ۱۷/۷ درجه سانتیگراد و در تیر ماه مثبت ۱۹/۸ درجه سانتیگراد است..  

## جمعیت
جمعیت این منطقه در سال ۲۰۱۳، ۶۵۰ نفر بوده است.